# Mario Brock
Mario Brock (* 9. Oktober 1938 in Rio de Janeiro, Brasilien) ist ein brasilianisch-deutscher Neurochirurg und Hochschullehrer.

## Leben
Mario Brock wurde als Sohn von Martin Brock aus Hirschberg (Schlesien) und Flora Brock, geborene Kalb, aus Breslau geboren. Er besitzt sowohl die deutsche als auch die brasilianische Staatsangehörigkeit und ist seit 1966 in Deutschland als Neurochirurg tätig. Brock ist verheiratet und hat zwei Söhne und eine Tochter.
Brock hat in den frühen 1960er Jahren – nach mehreren Studienaufenthalten in Skandinavien – die Messung der örtlichen Hirndurchblutung und die fortlaufende Überwachung des Schädelinnendruckes in die klinische Routine der Neurochirurgie eingeführt. Er beschrieb die sogenannte Rampenwellen bei Patienten mit Normaldruckhydrocephalus. Experimentell untersuchte er die Umverteilung der örtlichen Hirndurchblutung durch Hyperventilation, eine Methode, die später zur Routinebehandlung wurde. Zusammen mit H. Dietz beschrieb er den „kleinen frontolateralen Zugang“ zu den Aneurysmen der vorderen Hälfte des Circulus Willysii an der Hirnbasis. Gemeinsam mit H.-M. Mayer beschrieb er diverse endoskopische perkutane („minimalinvasive“) Zugänge zur Wirbelsäule, die heute zur klinischen Routine gehören.
Einige hundert junge Neurochirurgen aus der ganzen Welt – hauptsächlich aus Süd- und Mittelamerika waren mit Hilfe von Stipendien des Senats von Berlin und des Deutschen Akademischen Austauschdienstes zu einmonatigen Kursen an der von Brock geleiteten Neurochirurgischen Klinik.

## Beruflicher Werdegang
Von Januar bis Oktober 1963 arbeitete Brock als Assistent an der Neurochirurgischen Abteilung des Neurologischen Institutes der Universität Brasília, die von Professor Rosé Ribe Portugal geleitet wurde. Im Oktober 1963 übernahm er dann die Leitung der Neurochirurgischen Abteilung am Krankenhaus der Militärpolizei in Rio de Janeiro.
Vom 1. April 1964 bis 31. März 1965 war er als Gastwissenschaftler in der Neurochirurgischen Abteilung der Universität Köln, wo er 6. April 1965 promoviert wurde. Am 1. Januar 1966 trat er eine Stelle als Wissenschaftlicher Assistent an der Neurochirurgischen Abteilung der Universität Mainz an, die er bis zum 31. März 1970 innehatte.
Zwischen 1966 und 1968 absolvierte Brock einen fünfmonatigen Aufenthalt als Gastwissenschaftler in der Abteilung für Klinische Neurophysiologie der Universität Lund in Schweden. Während dieser Zeit unternahm er erste experimentelle und klinische Versuche über die Pathophysiologie der örtlichen Hirndurchblutung.
Im Januar 1970 bekam Brock die Anerkennung als Facharzt für Neurochirurgie in Hannover, wo er am 1. April 1970 leitender Oberarzt der Neurochirurgischen Klinik der Medizinischen Hochschule Hannover wurde. Ein Jahr später erhielt er dann auch die Venia Legendi für Neurochirurgie, das Fach, in dem er am 22. Februar 1974 zum außerordentlichen Professor bestellt wurde.
Zum 5. Mai 1978 nahm Brock einen Ruf zum Ordentlichen Professor und Direktor der Klinik für Neurochirurgie am Klinikum Steglitz der Freien Universität Berlin an.
Zum 1. Oktober 2003 übernahm er die Stelle des Direktors der Neurochirurgischen Klinik der Charité Universitätsmedizin Berlin, wo er am 1. Mai 2006 emeritiert wurde.

## Ehrungen, Ämter, Honorarprofessuren
Ab Januar 1983 wirkte Brock als Chairman des Training Committee der European Association of Neurosurgical Societies. In dieser Position war er für die Organisation von jährlich stattfindenden einwöchigen Trainingskursen in Neurochirurgie (jedes Jahr in einem anderen Land) für 150 junge Neurochirurgen aus ganz Europa verantwortlich.
1985 erhielt er die Ehrendoktorwürde der Universität Pelotas in Rio Grande do Sul im Süden Brasiliens. 1987 stieg er zum Vizepräsidenten der European Association of Neurosurgical Societies auf, deren Präsidentschaft er später von 1991 bis 1995 innehaben sollte.
Am 29. Januar 1988 erhielt Brock aus den Händen des Präsidenten der Republik Brasilien, José Sarney, den Rio-Branco-Orden (Ordem de Rio Branco, das brasilianische Verdienstkreuz).
1995 organisierte Brock den 10th European Congress of Neurosurgery in Berlin und wurde Vizepräsident der International Society for Minimal Intervention in Spinal Surgery sowie Präsident der International Society of Neurosurgical Instrument Inventors.
Es folgten die Präsidentschaft der International Society for Minimally Invasive Spinal Surgery ab 1996 und die der Section „Neurosurgery“ of the Union Européenne des Médecins Spécialistes ein Jahr später.
Am 19. Januar 1999 wurde Brock durch den Bundespräsidenten der Bundesrepublik Deutschland, Roman Herzog, das Bundesverdienstkreuz erster Klasse.
2001 übernahm Brock das Amt des Vizepräsidenten der World Federation of Neurosurgical Societies (WFNS) und wurde ein Jahr später Präsident der Deutschen Akademie für Neurochirurgie.
Die Universidade Federal do Ceará ernannte ihn 2004 zum Professor honoris causa. 2007 war er Invited Guest of Honour der Jahrestagung der Academia Brasileira de Neurocirurgia.

## Schriften
Brock ist Herausgeber oder Mitherausgeber von 32 Büchern und mehr als 200 Veröffentlichungen in wissenschaftlichen Zeitschriften.
Herausgeber
- Cerebral Blood Flow. Clinical and Experimental Results. Springer Verlag, Berlin / Heidelberg / New York 1969.
- Intracranial Pressure. Springer Verlag, Berlin / Heidelberg / New York 1972.
- mit A. Hartmann: Treatment of Cerebral Edema. Springer Verlag, Berlin 1982, ISBN 3-540-11751-2.

Co-Autor
- mit Jürgen Schäffer und H.-M. Mayer: Anästhesiologische Aspekte bei der Chemonukleolyse in Lokalanästhesie. In: Anästhesie Intensivtherapie Notfallmedizin. Band 20, Heft 2, 1985, S. 62–64.